# 光る東芝の歌
『光る東芝の歌』（ひかるとうしばのうた）は、日本の電気機器製造メーカー・東芝の企業イメージソング。
作詞・峠三四郎、作曲・越部信義。1956年発表。

## 概要
ラジオ東京テレビ（KRT、現:TBS）で1956年4月から松下電器（現・パナソニック）の一社提供で放送が開始された「ナショナル ゴールデン・アワー」(後の「ナショナル劇場」→「パナソニック ドラマシアター」）オープニング曲であった三木鶏郎作詞・作曲の「明るいナショナル」に対抗して、東京芝浦電気（現・東芝）が峠と越部に製作を依頼したと言われ、「東芝土曜劇場」（フジテレビ、1959年 - 1964年）、および「東芝家族劇場」（NETテレビ、現＝テレビ朝日、1959年）で使用された。
その後、1967年10月から「東芝日曜劇場」（TBS、放送開始は1956年12月）の2代目オープニングテーマ曲（初代はマツダランプの歌）として1986年3月まで使用され（1986年4月からは映像はそのまま音楽だけ『愛のめぐり逢い』(ジュディ・オング) に差し替えられた）、ニッポン放送で放送されたラジオ番組『フレッシュイン東芝 ヤング・ヤング・ヤング』では冒頭で東芝のCMが流れた後に「光る東芝の歌」が流れ、番組本編に入った。「光速エスパー」（日本テレビ、1967年 - 1968年）では光る東芝の歌をバックにアニメの光速エスパーが動き回るバージョンが使われた。同局の「東芝ファミリーホール特ダネ登場!?」（1970年 - 1979年）ではオープニング・エンディング曲としてインストゥルメンタルが演奏されていた（末期では廃止）。またテレビ宮崎では、1980年代に平日の16時台後半に放送された「東芝こどもマンガ劇場」のオープニング・エンディング・CMでもこの曲をアレンジしたオルガン演奏が使用されていた（こちらも1990年代までに『愛のめぐり逢い』に変わった）。
一方、1972年から1976年に日本テレビ系で放送された『東芝アラカルトサロン・しあわせの味』→『東芝テレビ料理教室・しあわせの味』や、東芝日曜劇場と同じ曜日の別の時間帯で、1969年10月5日よりフジテレビにて放送されていた東芝の一社提供番組（当時）の「サザエさん」ではこの曲は使用されなかったが、その前に放送されていた東芝一社提供アニメ「忍風カムイ外伝」では、本放送時のみOPテーマ「忍びのテーマ」の前後にインストゥルメンタルが流された。このOPはその後の再放送や映像ソフトでは、歌や提供コメントを省いた再放送用バージョンに差し替えたが、2016年発売のブルーレイで46年半ぶりに日の目を見た。
2011年3月11日に発生した東日本大震災に伴う同社の節電啓発・自社節電技術紹介CMにおいて、オルゴール編曲された同曲が、BGMに使用された。その後、天海祐希主演の「ECOスタイル：ママゴコロ家電」シリーズCMのBGMとしても、同曲のインストゥルメンタルバージョンが起用されている。
原曲の演奏時間は28秒であるが、演奏時間が1分のロングバージョンも発表されている。
現在は社会人野球・東芝野球部の応援歌としても使用されている。
なお、1958年には三木鶏郎が本曲とは別にコマーシャルソングとして「東芝の唄」（歌・伴久美子）を作詞・作曲している。

## 歌手
- 初代：ダークダックス･東京少年合唱団 - 1956年12月〜1967年9月
- 2代：デューク・エイセス - 1967年10月〜1980年3月
- 3代：合唱（歌唱者不明） - 1980年4月〜1986年3月

レコード・CDとしての市販は長らくされていなかったが、2009年1月にウルトラ・ヴァイヴより発売された「越部信義 CM WORKS」にダークダックス版と東京少年合唱団版が、同年8月にキングレコードより発売された「ダークダックス大全」にダークダックス歌唱の原曲が収録された。
東芝EMIの非売品レコード「東芝ステレオデモンストレーションレコード ステレオへの招待」（品番：3ERS-237、押阪忍のナレーション入り）SIDE 1「光る東芝〜調整 POPURAR」のオープニングにインストゥルメンタルで収録されている。